# Église Sainte-Catherine de Bærenthal
L'église Sainte-Catherine se situe dans le village de Bærenthal et le département français de la Moselle.

## Histoire
Le village de Bærenthal fait partie, à l'époque carolingienne de l'évêché de Strasbourg, juste à la frontière de l'évêché de Metz. Au Moyen Âge, le village est une annexe de la paroisse d'Obersteinbach, dans l'archiprêtré du Haut-Haguenau et le diocèse de Strasbourg. En 1570, le comte Philippe IV de Hanau-Lichtenberg introduit la Réforme, l'église devient lieu de culte protestant en 1571 et le culte catholique est interdit. Le village est une paroisse protestante depuis 1739. Cette situation particulière explique l'absence de croix de chemin sur le ban de la commune.
Pour les catholiques, peu nombreux et arrivés récemment dans la commune, le territoire est attribué à l'évêché de Metz depuis 1802 et Bærenthal forme une annexe de la paroisse de Mouterhouse. La chapelle de l'Immaculée Conception est construite en 1885 dans la partie nord du village.

## Édifice
L'ancienne église paroissiale est construite au début du XVe siècle par le comte de Deux-Ponts-Bitche. Elle est détruite pendant la Guerre de Trente Ans et est reconstruite en 1630, comme nous l'indique une date portée. La nef est repercée au XVIIIe siècle ou au XIXe siècle. Il s'agit d'un édifice à plan allongé à chevet polygonal, de type église-grange, comportant un campanile sur la première travée de la nef. L'église est endommagée en 1945 puis restaurée avec aménagement du chœur et mise au jour de fenêtres gothiques.
À l'intérieur de l'édifice se trouve une chaire à prêcher en chêne du XIXe siècle, ornée de perles, ainsi que des vitraux datés 1954 et signés Tristan Ruhlmann de Haguenau, représentant la descente de la Croix, la Résurrection, la Nativité, la Cène, et le baptême du Christ, ainsi que l'agneau mystique et le Saint-Esprit.